# Filipp (Novikov)
Filipp (světským jménem: Igor Nikolajevič Novikov; * 17. července 1973, Staraja Kupavna) je ruský duchovní Ruské pravoslavné církve a biskup karasukský a ordynský.

## Život
Narodil se 17. července 1973 ve Staré Kupavně.
Po střední škole absolvoval chemickou školu a následně pokračoval ve studiu na Moskevském duchovním semináři. Roku 1993 nastoupil na povinnou vojenskou službu.
Dne 15. července 1996 byl biskupem novosibirským a berdským Sergijem (Sokolovem) postřižen na monacha se jménem Filipp na počest svatého Filipa Moskevského.
Dne 16. července 1996 byl rukopoložen na jerodiákona a o dva dny později na jeromonacha. Stejného roku přešel na externí studium semináře a byl poslán do novosibirské eparchie.
Dne 12. srpna 1996 byl jmenován duchovním katedrálního chrámu v Novosibirsku.
Dne 8. září 1997 byl ustanovený představeným chrámu svatého Eugenia v Novosibirsku.
Dne 18. února 1998 mu byl udělen náprsní kříž.
Dne 1. června 1998 se stal blagočinným Centrálního oblastního okruhu a 6. října 1999 představeným monastýru svatého Eugenia v Novosibirsku s povýšením na igumena.
Od 6. března 2001 byl členem eparchiální rady.
Dne 27. března 2007 byl monastýr svatého Eugenia přejmenován na monastýr svatého Jana Předchůdce.
Od roku 2007 studoval na Kyjevské duchovní akademii, kterou dokončil roku 2009.
Dne 25. dubna 2007 mu bylo uděleno právo nosit epigonation.
Dne 28. prosince 2011 jej Svatý synod zvolil biskupem karasukský a ordynským.
Dne 19. ledna 2012 byl povýšen na archimandritu a 24. února byl oficiálně jmenován biskupem.
Dne 11. března 2012 proběhla v Choťkovském monastýru jeho biskupská chirotonie. Hlavním světitelem byl patriarcha moskevský a celé Rusi Kirill.